# Cattedrali in Guinea
Questa è una lista delle cattedrali in Guinea.

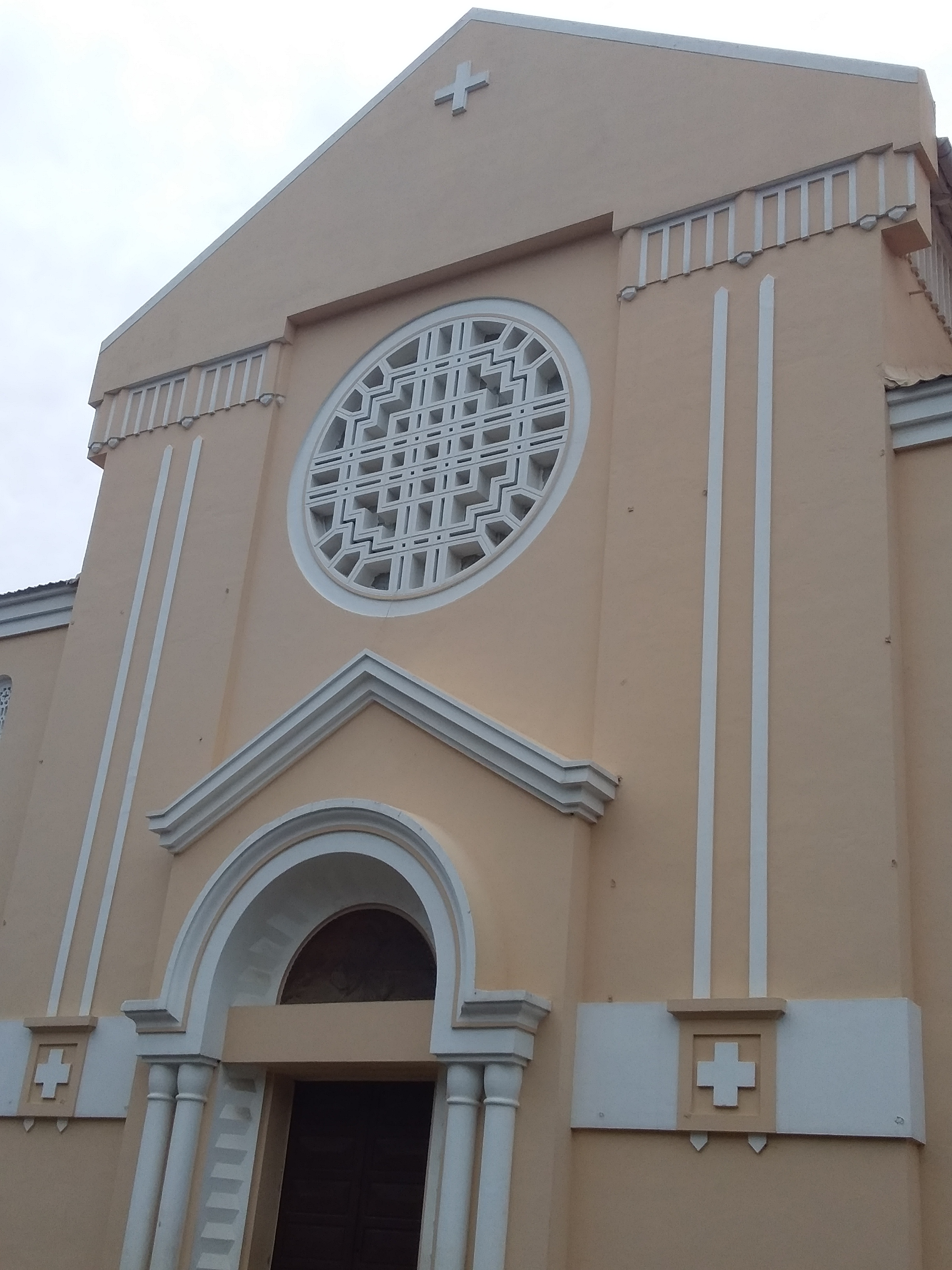
La cattedrale cattolica di Santa Maria a Conakry.

## Cattedrali cattoliche
| Cattedrale                                  | Arcidiocesi o Diocesi  | Località  |
| ------------------------------------------- | ---------------------- | --------- |
| Cattedrale di Santa Maria                   | Arcidiocesi di Conakry | Conakry   |
| Cattedrale del Sacro Cuore di Gesù          | Diocesi di Boké        | Boké      |
| Cattedrale di Nostra Signora del Rosario    | Diocesi di Guéckédou   | Guéckédou |
| Cattedrale di Nostra Signora delle Vittorie | Diocesi di Kankan      | Kankan    |
| Cattedrale del Cuore Immacolato di Maria    | Diocesi di N'Zérékoré  | Nzérékoré |

## Cattedrale anglicana
| Cattedrale                  | Diocesi                     | Località |
| --------------------------- | --------------------------- | -------- |
| Cattedrale di Tutti i Santi | Diocesi anglicana di Guinea | Conakry  |